# Rafael Caputo
Rafael Duarte Caputo (Rio de Janeiro, 16 de junho de 1977) é um professor e escritor brasileiro, finalista da quarta edição do Prêmio Kindle de Literatura em 2019 com seu romance de estreia Larissa Start.

## Carreira
O autor começou a se dedicar mais ativamente à escrita após ingressar no curso de Letras do Centro Universitário Internacional – Uninter, em 2017. No mesmo ano, lançou a Revista Aspas Duplas, um periódico eletrônico voltado à arte e educação; e devido ao reconhecimento obtido em diversos Prêmios Literários espalhados pelo país, foi convidado a participar da comissão julgadora do I Concurso Literário da Editora Folheando de Belém do Pará. Ainda em 2017, escreveu Minha mãe foi tatuada errada, uma história infantojuvenil que veio a ser publicada de forma independente pelo autor em 2019, após uma bem-sucedida campanha de financiamento coletivo em formato de pré-venda. Nesse mesmo ano, seu romance de estreia Larissa Start foi finalista da quarta edição do Prêmio Kindle de Literatura, promovido pela Amazon do Brasil, Kindle Direct Publishing e editora Nova Fronteira. 
Em 2020, publicou seu segundo romance intitulado Carne Fraca.
Em 2021, ingressou na Academia Internacional de Literatura Brasileira - AILB, ocupando a cadeira 316 da instituição que é mantida pela Focus Brasil Foundation em New York, USA. Como membro da Academia, passou a atuar como apresentador do programa "Book Box", um talk show sobre literatura com transmissão simultânea no Brasil e nos Estados Unidos, mediando a participação de diversos escritores brasileiros e seus mais recentes lançamentos.
Em 2022, assumiu como colunista da Revista Conexão Literatura, uma das maiores revistas literárias do país. Nesse mesmo período, autopublicou seu terceiro romance: Pocotó. A obra foi indicada ao Prêmio Jabuti de Literatura no ano seguinte (2023), porém, não ficou entre os finalistas.
Em 2024, seu livro infantil Jojoca cara de minhoca, também em parceria com o ilustrador Felipe Tognoli, foi publicado pelo selo Helvetia Jr, da editora Helvetia Éditions, uma editora suíço-brasileira que promove intercâmbio cultural e literário entre os dois países, com a publicação de obras em português e em francês, além de participação nos mais importantes eventos literários do Brasil e da Europa, como a Bienal Internacional do Livro de São Paulo, a Festa Literária Internacional de Paraty e o Salão do livro em Genebra. Este último, inclusive, recebeu em sua 39ª edição o autor Rafael Caputo e seu livro infantil Jojoca, cara de minhoca como um dos escritores representantes do Brasil.
Já em 2025, relançou a Revista Aspas Duplas, organizando um grande coletivo artístico intitulado Coletivo Literário Aspas Duplas, com publicações impressas de diversas antologias e coletâneas; e a convite da editora mineira Manufatura das Letras, publicou Baseado em Fatos (Sur)reais: Contos extraordinários, uma coletânea de contos.
O escritor possui, ainda, algumas premiações e participações em diversas antologias literárias.

## Biografia
Rafael nasceu em Olaria, bairro da zona da Leopoldina, região histórica do Rio de Janeiro. É filho de um carioca, técnico em aerofotogrametria, e uma ex-bancária paulistana. Passou boa parte da infância na baixada fluminense, mas precisamente na região de Duque de Caxias, quando decidiu ir morar com os avós após o divórcio dos pais. Depois de se formar como Técnico em Processamento de Dados, passou a atuar como instrutor de informática e, assim, deu início à sua carreira como professor. Aos 23 anos, mudou-se para a cidade de Curitiba, no estado do Paraná, onde vive atualmente. Casou-se e teve três filhos, todos curitibanos.
De 2002 à 2013, se aventurou como empreendedor e virou sócio proprietário de uma escola de profissões. Atuou por mais de dez anos como diretor acadêmico dessa instituição. Em 2014, insatisfeito com os rumos da própria empresa, abandonou a sociedade. Na mesma época, seu casamento de quinze anos apresentava sinais de desgaste. A separação foi inevitável. Com o fim do relacionamento veio uma crise existencial sem precedentes. Aos 40 anos de idade, a depressão o acertou em cheio. Por pouco, não sucumbiu. Numa tentativa desesperada de mudar de vida, começou a estudar para concursos públicos. Inclusive, fora aprovado em alguns. Porém, nunca chegou a ser nomeado. Buscando por novos editais de concurso na internet, se deparou com os concursos literários. Decidiu participar e, para a sua surpresa, seus textos foram todos premiados. Foi então que decidiu se reinventar. Entrou para a faculdade de Letras e começou a colocar em prática aquilo que sempre sonhou: escrever.
"Nunca é tarde para ser quem você poderia ter sido."
Essa frase de George Eliot foi um divisor de águas na vida de Rafael Caputo; que, inclusive, fez questão de tatuá-la em seu braço. Desde cedo, ele demonstrou grande interesse pela literatura. Adorava ler e chegou a ganhar um concurso de redação na época em que cursava o ensino fundamental. Na adolescência, após seu pai se casar novamente, sua madrasta, uma leitora assídua, acabou por lhe influenciar ainda mais. Ela era fã de autores como Robin Cook, Sidney Sheldon, Agatha Christie, entre outros. Possuía, ainda, uma máquina de escrever em casa. Artefato que despertava seu imaginário. Porém, todas as obrigações de uma vida adulta fizeram com que seus sonhos fossem engavetados, mas, por meio da escrita, Rafael renasceu. A escrita o salvou, funcionando como uma espécie de terapia. Tanto é que boa parte de suas obras carregam essa temática como plano de fundo. A depressão e o suicídio, por exemplo, são elementos que permeiam a vida de muitos de suas personagens e ganham novas perspectivas em sua literatura. Essa foi (e vem sendo) a maneira que o autor encontrou para exteriorizar certos demônios internos (como ele mesmo costuma dizer).
Seu romance de estreia, o livro Larissa Start, um dos finalistas da 4ª edição do Prêmio Kindle de Literatura, recebeu o seguinte elogio da escritora Bárbara Nonato, vencedora da premiação:
| “ | Ah... Se todas as histórias que almejam tratar de temas relevantes para a sociedade fossem assim... Se todos os autores tivessem o cuidado que teve Rafael Caputo ao nos apresentar sua Larissa! De forma razoavelmente leve e repleta de detalhes (seja acerca de lugares, eventos ou até mesmo instituições) o autor brinda seus leitores com uma obra cuja importância nos dias de hoje deve ser destacada e tratando de tema que exige toda a nossa atenção. A linguagem, até divertida em diversos momentos, nos aproxima da realidade de cada personagem e favorece identificação e reflexão. Final sensacional. Leitura obrigatória. História linda! | ” |

A Publisher da Editora Nova Fronteira, Janaína Senna, uma das apresentadoras da premiação fez a seguinte declaração sobre a obra ao anunciá-la como finalista:
| “ | Quais os caminhos que podem ajudar a socorrer as aflições humanas e qual o papel da tecnologia como ferramenta para tratar da saúde mental das pessoas? Uma ficção inventiva e uma história de amor podem ser algumas definições para o romance escrito por Rafael Caputo. Ricardo, um professor de educação física com tendências depressivas se envolve por meio de um aplicativo com a bailarina Larissa. Um acidente é o ponto de partida que revela uma série de segredos ao longo do livro para discutir a questão do suicídio. Uma obra de ficção que nos faz refletir sobre os sentimentos com relação à morte e trata de temas como responsabilidade, arbítrio e ética. | ” |

## Principais obras

### Larissa Start
Romance de estreia do autor, finalista da 4ª edição do Prêmio Kindle de Literatura em 2019. Autopublicado em formato digital na Amazon pela plataforma Kindle Direct Publishing em 2019 e disponível na versão física na loja online da Editora Uiclap desde 2020. A obra é uma ficção contemporânea que aborda temas sensíveis como depressão e suicídio. A história se passa na cidade de Curitiba e traz Ricardo, um instrutor de educação física, como protagonista. Tudo começa quando Ricardo decide a melhor forma de acabar com sua vida, mas volta atrás ao se apaixonar pela doce Larissa Mueller. O que ele não imaginava é que a jovem e divertida bailarina de vinte e três anos fosse um algoritmo desenvolvido pelo CVV, Centro de Valorização da Vida para vasculhar a internet atrás de suicidas em potencial com o objetivo de convencê-los a mudar de ideia de uma forma não muito convencional. Quando essa verdade inacreditável vem à tona, Ricardo deve tomar uma decisão importante: seguir adiante com seu plano inicial ou ignorar toda aquela maluquice e insistir no amor verdadeiro e, aparentemente, surreal que sente pela jovem. Baseado no aclamado conto O Algoritmo, também escrito pelo autor, Larissa Start é uma história sobre verdades e mentiras; e sobre como o amor, mesmo aqueles impossíveis, continua sendo o melhor remédio para salvar vidas.

### Carne Fraca
Segundo romance do autor. A obra explora uma relação confusa (quase doentia) entre três personagens: Fábio, Manuela e Gizele. Esta última é possessiva e obcecada, faz de tudo para conseguir o que deseja, que no enredo é destruir a relação de Fábio e Manu, só para ficar com o professor de informática bonitão, que – em várias ocasiões – é complacente com as investidas da consultora imobiliária e atriz de teatro amador. Manuela, por sua vez, é como a maioria das garotas: insiste em acreditar no amor, menos no amor próprio. Por conta disso, acaba sofrendo graves consequências. Principalmente, pela dificuldade que tem em lidar com seus próprios sentimentos. Parte da ambiguidade no título do livro dar-se-á por causa das inúmeras vezes em que a jovem se automutilou ou mesmo tentou acabar com a própria vida. Já Fábio é mulherengo, dissimulado e inconsequente; características que dão um toque a mais na relação já conturbada dos protagonistas. Chega ser quase um triângulo amoroso. Praticamente, a história trata dos perigos de brincarmos com os sentimentos dos outros e chama a atenção para uma grande verdade: as pessoas não são o que normalmente aparentam. Não, a maioria delas. Manu, talvez, seja a exceção. Nesse livro, o escritor apresenta dois finais: um oficial e outro, alternativo, presenteando o leitor com uma experiência literária insana (como ele mesmo afirmou em entrevista a Revista Conexão Literatura).

### Minha mãe foi tatuada errada
Primeiro livro publicado do escritor. Trata-se de uma aventura infantil contemporânea com reflexão para um maior respeito às diferenças, de gênero ou de crença, combatendo o preconceito e estimulando, incondicionalmente, o amor ao próximo. Aborda ainda: compaixão, determinação, perseverança e otimismo. A narrativa foi escrita em 2017 e só publicada em 2019 após uma campanha bem-sucedida de financiamento coletivo em formato de pré-venda. As ilustrações foram feitas pelo artista Felipe Tognoli, que além de ilustrador, é músico, palhaço, educador e contador de histórias. O grande diferencial da obra é trazer várias tatuagens como personagens. Elas interagem com o protagonista Guilherme, uma criança de aproximadamente dez anos, que ajuda a intrigante tatuagem de sua mãe a resolver uma inusitada crise de identidade, nos lembrando de colocar em prática a inesquecível língua da imaginação. Delicadas ilustrações dão vida às personagens e o ritmo intenso da jornada, repleta de novas descobertas, envolve os leitores e os fazem refletir sobre como pode ser prazeroso e, principalmente, emocionante ajudar o próximo, quem quer que seja. Com uma sutil e inteligente alusão à Criação Divina, a história é um verdadeiro combate ao preconceito com resgate dos valores de respeito, compaixão e fé.

## Trajetória literária

### Livros
- 2025 - Baseado em fatos (sur)reais - Editora Manufatura das Letras[19]
- 2024 - Jojoca, cara de minhoca - Editora Helvetia[27]
- 2022 - Pocotó - Kindle Direct Publishing (Amazon)[14]
- 2021 - Contando ninguém acredita - Editora Uiclap[28]
- 2020 - Carne Fraca - Kindle Direct Publishing (Amazon); Editora Uiclap, 2021.
- 2020 - Um microconto por dia - Kindle Direct Publishing (Amazon)
- 2019 - Larissa Start - Kindle Direct Publishing (Amazon); Editora Uiclap, 2020.
- 2019 - Minha mãe foi tatuada errada - Autopublicação

### Antologias e Revistas Literárias
- 2025 - Revista Saruência: Textualidades manifestas, 1ª edição - Movimento Saruência, Rio de Janeiro/RJ[29]
- 2025 - Tecno Terror, Editora Arame Farpado, Barretos/SP[30]
- 2025 - Instinto Selvagem, Vol. 2 - Quimera Antologias, Porto Alegre/RS[31]
- 2025 - Terror, mistério e suspense - Projeto Apparere - PerSe Editora, Perdizes/SP[32]
- 2024 - Revista Subversa, número 3, Vol. 15 - Subversão no Século XXI - Subversa Editora, Rio de Janeiro/RJ[33]
- 2024 - Coletânea de Contistas Contemporâneos 2024, Vol. II - Editora Persona, Curitiba/PR[34]
- 2024 - Antologia Policial: Contos contemporâneos da violência urbana, 5ª temporada - WebTV Play[35]
- 2024 - O Autômato, 4ª edição - As várias faces da morte - Allan F. F. Gouvea Editor, Ananindeua/PA[36]
- 2023 - Roteiros Adaptados: Textos baseados em filmes - Editora Persona, Curitiba/PR[37]
- 2023 - Antologia Poética do XXXI Prêmio Moutonnée de Poesia - Academia Saltense de Letras, Salto/SP[38]
- 2023 - Os sete pecados capitais: Ira - Cartola Editora, São Paulo/SP[39]
- 2023 - Verás que um filho teu não foge à luta - A Arte da Palavra Editora, Pereira Barreto/SP[40]
- 2023 - Coletânea de Prosa Poética - Editora Persona, Curitiba/PR[41]
- 2023 - Com a palavra, Carmen da Silva - Editora da FURG, Rio Grande/RS[42]
- 2023 - Zarpadas: Pequenos Itinerários de Verso e Prosa - Abarca Editorial, São Paulo/SP[43]
- 2022 - Marezine, 1ª edição - Abarca Editorial, São Paulo/SP[44]
- 2022 - Trechos de Poesia: Amor - Academia Capanemense de Letras e Arte, Capanema/PA[45]
- 2022 - Amor Nímio - Coletânea de Poemas de Amor (e Ódio), Vol. I - Editora Persona, Curitiba/PR[46]
- 2022 - Coletânea de Poetas Brasileiros 2022, Vol. I - Editora Persona, Curitiba/PR[47]
- 2022 - Elos da Língua Portuguesa, Vol. II - Academia Brasileira de Escritores, São José do Rio Preto/SP[48]
- 2022 - Antologia 1001 Poetas - Casa Brasileira de Livros, Rio Pardo/RS[49]
- 2022 - Revista Paranhana Literário, 9ª edição - Editora JM2D, Vale do Paranhana/RS[50]
- 2021 - Revista D-Arte, 19ª edição - Revista Eletrônica e Interativa de Arte e Cultura, Londrina/PR[51]
- 2021 - Coletânea Philia de Contos Infantis - Eu Conto um Conto[52] - Editora Philia, Santo Amaro da Imperatriz/SC
- 2021 - Revista Cultural Traços, 3ª edição[53] - Paulo Ras Editor, Paranaguá/PR
- 2021 - Estradas de Todos Nós - F.S.Satim [Org.], Maringá/PR
- 2021 - Microconto de Ouro: 2021 - Casa Brasileira de Livros, Rio Pardo/RS[54]
- 2021 - Literatura em Pandemia - Pedro & João Editores, São Carlos/SP
- 2020 - Cabeça que Voa - Scortecci Editora, São Paulo/SP[55]
- 2019 - Microcontos Volume 4 - Blog do Palhão, Monte Belo/MG
- 2019 - Antologia Doces Poemas - Revista Inversos, Feira de Santana/BA
- 2019 - A Batalha Final - IX Concurso Internacional de Contos Vicente Cardoso, Santa Rosa/RS
- 2019 - Livro de Microcontos do Sweek - Sweek Brasil, Rotterdam/Holanda[56][57]
- 2018 - Microcontos de Humor de Piracicaba - Prefeitura do Município de Piracicaba, Piracicaba/SP
- 2017 - Poesia Livre 2017 - Concurso Nacional Novos Poetas, Editora Vivara, Cabedelo/PB
- 2017 - SFX 5º Prêmio de Literatura - J.A. Cursino & Editores, São José dos Campos/SP
- 2017 - Antologia do Concurso de Poesias Poeta Adauto Borges[58] - Associação Batista de Ação Social, Feira de Santana/BA

## Prêmios
- 2025 - Prêmio Brasiliê: Coletânea Nacional de Literatura - Crônica selecionada: Felicidade self-service[59]
- 2025 - Concurso de Contos da Academia de Letras do Triângulo Mineiro - Conto selecionado: Aluga-se![60]
- 2024 - Prêmio Absurtos de Poesia - Poema selecionado: Boca a boca[61]
- 2023 - Prêmio Moutonnée de Poesia - Poema selecionado: A vida é feita de frases[62]
- 2022 - VIII Concurso de Crônicas e Poesias Edy Braun: menção honrosa na categoria Poesia, por Já dizia Fernando (não o Pessoa)[63]
- 2022 - II Concurso Literário Carmen da Silva: 9º lugar na categoria Crônica, por As crônicas de Maslow[64]
- 2021 - Prêmio Uirapuru de Literatura: finalista na categoria Romance, por Diário de um dia só, Editora Folheando[65]
- 2021 - Prêmio Literatura Mínima de Microcontos: finalista por À primeira vista, Café do Escritor[66]
- 2021 - Prêmio Literário Paulo Setúbal: menção honrosa na categoria Conto, por A vida é trem-bala, parceiro[67][68]
- 2021 - Concurso de Crônicas Lygia Lopes dos Santos: 4º lugar por Síndrome de Pilatos, Academia Feminina de Letras do Paraná[69][70]
- 2021 - Concurso Cultural Poesia Urbana “Gostinho de Casa” - Poesia selecionada: Brasa caiçara[71]
- 2021 - Prêmio MicroConto de Ouro: 3º lugar por Destino escrito, Casa Brasileira de Livros[72][73]
- 2021 - Concurso Literário Contistas Independentes[74]: 9º lugar por O Especialista
- 2019 - Prêmio Kindle de Literatura: finalista na categoria Romance, por Larissa Start
- 2019 - Concurso Internacional de Contos Vicente Cardoso: menção especial, por Déjà-vu literário
- 2019 - Prêmio Literário Livraria Asabeça & Bignardi[75] na categoria Poesia, por Cárcere privado
- 2019 - Seleção de minicontos - Projeto Quarta-feira Criativa: 1º lugar por Bocão de Jacaré
- 2019 - VIII Prêmio Escambau de Microcontos[76]: 4º lugar por Cigano, Grupo Escambau de Arte e Cultura
- 2019 - II Concurso Internacional Doces Poemas: 6º lugar por Dissabor, Revista Inversos
- 2018 - VIII Concurso Microcontos de Humor de Piracicaba - Microconto selecionado: Noite agitada[77]
- 2018 - Concurso Microcoração - Desafio de microcontos Sweek Brasil: finalista por Coração partido[78]
- 2018 - Prêmio Pérolas da Literatura: 9º lugar na categoria Crônica, por Felicidade self-service
- 2017 - Prêmio José Endoença Martins - Novos Talentos da Literatura[79]: 7º lugar na categoria Conto, por Marias da Boca Maldita
- 2017 - V Prêmio Escambau de Microcontos[80]: 2º lugar por Parágrafo, Grupo Escambau de Arte e Cultura
- 2017 - Prêmio Poeta Adauto Borges: 16º lugar na categoria Poesia, por Malus da vida
- 2017 - I Concurso Literário da Revista Inversos: 1º Lugar na categoria Poesia, por À deriva
- 2017 - Prêmio São Francisco Xavier de Literatura: 14º lugar na categoria Conto, por Ditos populares
- 2017 - Prêmio Literário da Academia Municipalista de Letras de Minas Gerais: 2ª menção honrosa na categoria Poesia, por Retorno adiante